# Michel Legrand
Michel Legrand (ur. 24 lutego 1932 w Paryżu, zm. 26 stycznia 2019 tamże) – francuski kompozytor teatralny i filmowy, dyrygent, aranżer, autor piosenek, pianista i wokalista jazzowy, syn Raymonda Legranda, również dyrygenta i kompozytora.

## Życiorys
Komponowanie dla filmu rozpoczął w latach 50. XX wieku muzyką napisaną do komedii Le Triporteur (1957). Na początku lat 60. oprawił muzycznie Lolę (1961) oraz komedię muzyczną Kobieta jest kobietą (1961). Za piosenkę Les moulins de mon cœur (ang. The Windmills of Your Mind) do Sprawy Thomasa Crowna (1968) – swego pierwszego amerykańskiego filmu – zdobył nagrodę Akademii Filmowej. W latach 70. znalazł się u szczytu kariery.
Skomponował muzykę do ponad 200 filmów, seriali i musicali. Zdobył międzynarodowe nagrody – między innymi 13 razy nominowany był do Oscara (zdobył trzy statuetki – obok Sprawy Thomasa Crowna również za muzykę do Lata roku 1942 (1971) i piosenkę do filmu Yentl (1983)), 8 razy do nagrody Grammy (zwyciężył pięciokrotnie), 14 razy do Złotego Globu, ponadto otrzymał nagrody i nominacje do Césara, BAFTY, Emmy i innych. Przeszła do historii oprawa muzyczna filmu Parasolki z Cherbourga (1964) nagrodzonego Złotą Palmą na festiwalu w Cannes. Legrand tworzył również muzykę do seriali animowanych Alberta Barillé z serii Było sobie....

## Odznaczenia
- Oficer Legii Honorowej (2005)[3]
- Order Honoru (Armenia, 2009)[4]
- Komandor Legii Honorowej (2015)[3]

## Nagrody i nominacje

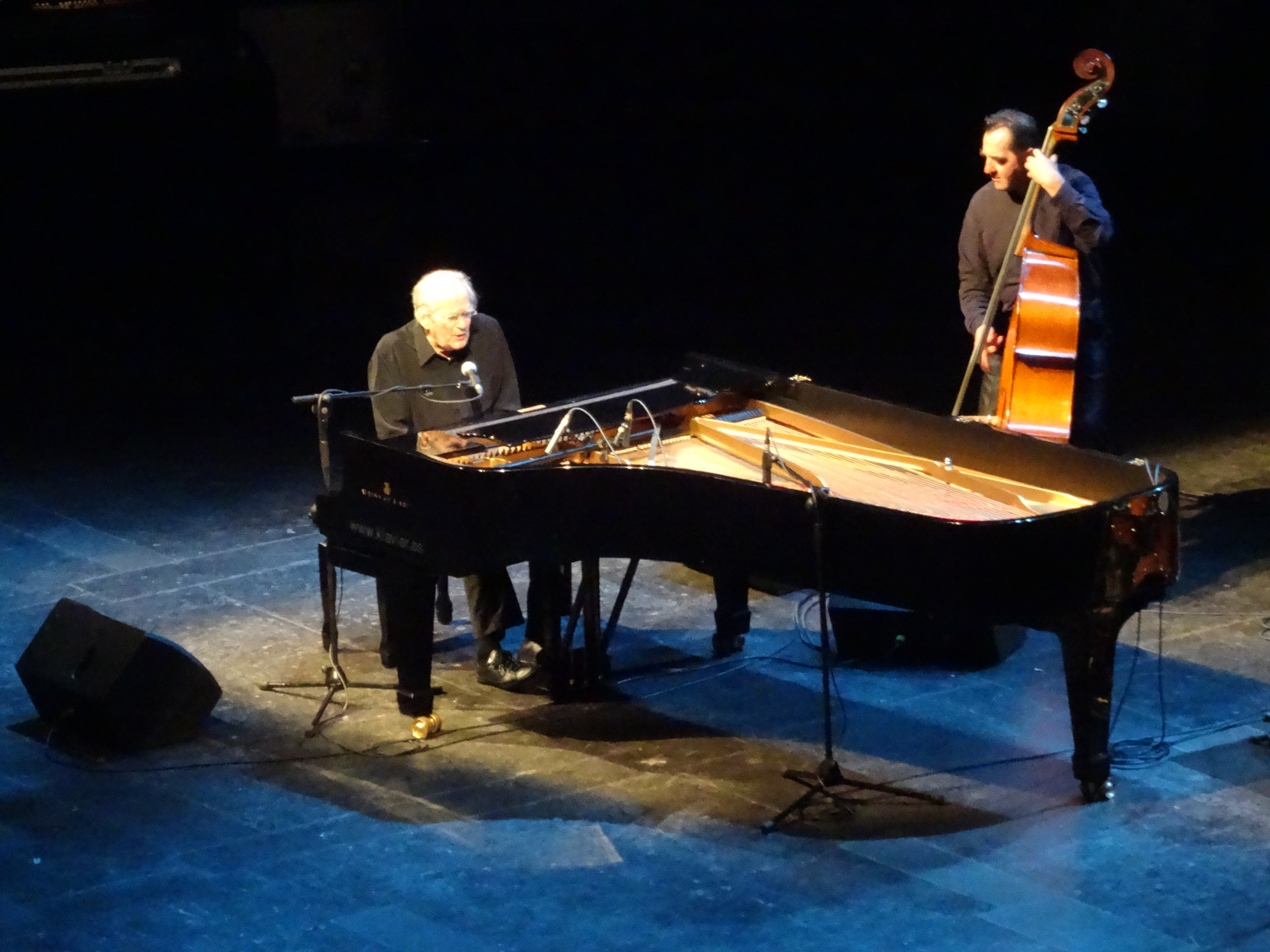
Michel Legrand (z lewej, 2017)

- 1966: Parasolki z Cherbourga, nominacja do Oscara za najlepszą muzykę
- 1969: Panienki z Rochefort, nominacja do Oscara za najlepszą muzykę
- 1969: Sprawa Thomasa Crowna, Oscar za najlepszą piosenkę
- 1969: Sprawa Thomasa Crowna, Złoty Glob za najlepszą piosenkę
- 1970: Sprawa Thomasa Crowna, nominacja do BAFTA za najlepszą muzykę
- 1971: Wichrowe wzgórza, nominacja do Złotego Globu za najlepszą muzykę
- 1972: Le Mans, nominacja do Złotego Globu za najlepszą muzykę
- 1972: Lato roku 1942, Oscar za najlepszą muzykę
- 1972: Lato roku 1942, nominacja do Złotego Globu za najlepszą muzykę
- 1973: Lady śpiewa bluesa, nominacja do Złotego Globu za najlepszą muzykę
- 1974: Breezy, nominacja do Złotego Globu za najlepszą muzykę
- 1974: Breezy, nominacja do Złotego Globu za najlepszą piosenkę
- 1991: Dingo, nominacja Australijskiego Instytutu filmowego za najlepszą muzykę
- 1981: Atlantic City, nominacja do Césara za najlepszą muzyka
- 1981: Znów zakochani, nominacja do Złotego Globu za najlepszą piosenkę
- 1985: Słowa i muzyka, nominacja do Césara za najlepszą muzykę
- 1985: Yentl, Oscar za najlepszą piosenkę